# Zaplous
Zaplous is een kevergeslacht uit de familie van de boktorren (Cerambycidae). De wetenschappelijke naam van het geslacht werd voor het eerst geldig gepubliceerd in 1878 door LeConte.

## Soorten
Zaplous omvat de volgende soorten:
- Zaplous annulatus (Chevrolat, 1862)
- Zaplous baracutey Zayas, 1975